# Vímara Peres

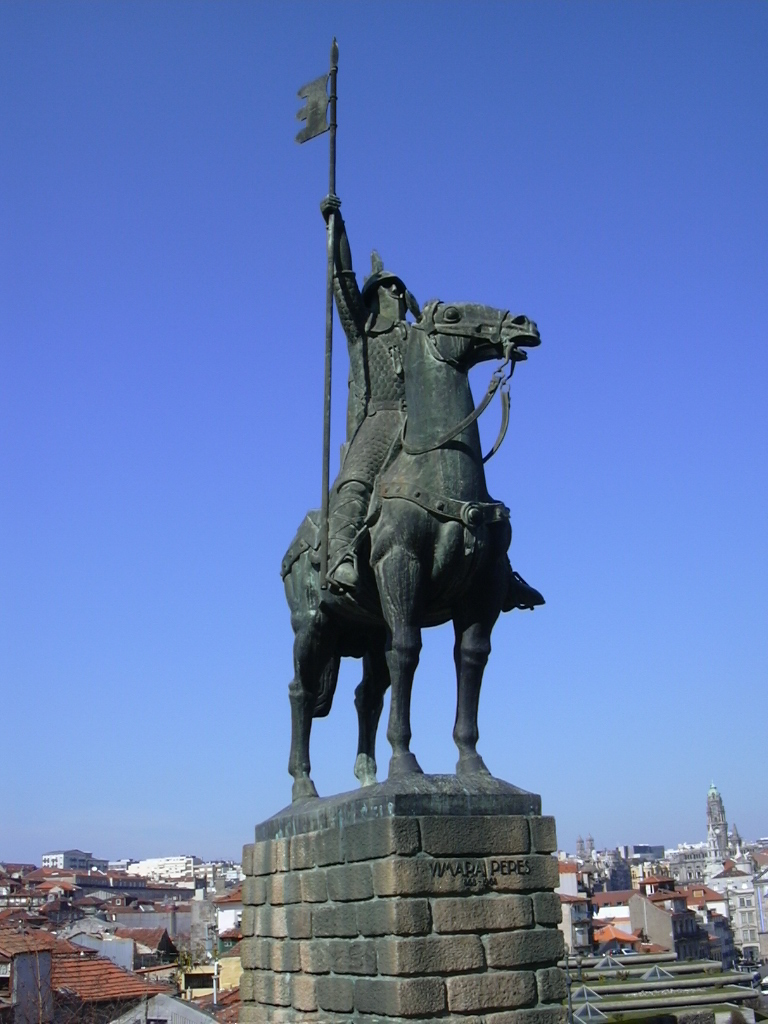
Statue von Vímara Peres zu Pferd.

Vímara Peres (spanische Namensvariante: Vímara Pérez; * um 820; † 873) war ein galicischer Kriegsherr von vornehmer Abstammung.
Er stand im Dienste der Reconquista der Iberischen Halbinsel. Als Vasall des Königs Alfons’ III. von Asturien wurde er damit beauftragt, Gebiete im Tal des Duero von den Mauren, die das westgotische Hispanien im 8. Jahrhundert erobert hatten, zurückzuerobern.
Unterstützt von Rittern aus der Region wurde Vímara so zu einem der Hauptverantwortlichen für die Wiederbesiedlung (Repoblación) der Gebiete zwischen den Flüssen Duero und Minho. Nach der zwischenzeitlichen Eroberung der Stadt Porto gründete er im Jahre 868 die erste portugiesische Grafschaft mit dynastischer Erbfolge, die bis in das Jahr 1070 Bestand hatte, als der letzte Graf aus der Dynastie des Vimara Peres, Nuno Mendes, den Truppen des Königs García II. von Galicien unterlag.
Vímara errichtete eine kleine Burg nahe Braga, die den Namen Vimaranis (später durch phonetische Entwicklung: Guimarães) trug. Er war der erste Graf der Grafschaft Portucale, die zur Keimzelle des späteren Portugal wurde. Ebendort starb er im Jahre 873.
Sein Nachfolger als Graf von Portus Cale (Portugal) wurde sein Sohn Lucídio Vimaranes.

## Die Dynastie des Vímara Peres
- Vímara Peres (868–873)
- Lucídio Vimaranes (873–?)
- Oneca Lucídes, verheiratet mit Diogo Fernandes (?–924)
- Mumadona Dias, verheiratet mit Hermenegildo Gonçalves
- Gonçalo Mendes (950–999), verheiratet mit Ilduara Pais
- Mendo Gonçalves (999–1008), verheiratet mit Tutadomna Moniz
- Alvito Nunes (1008–1015)
- Ilduara Mendes, Tochter von Mendo Gonçalves, verheiratet mit Nuno Alvites (1017–1028)
- Mendo Nunes (1028–1050)
- Nuno Mendes (1050–1071)

| Personendaten    | Personendaten                                                 |
| ---------------- | ------------------------------------------------------------- |
| NAME             | Vímara Peres                                                  |
| ALTERNATIVNAMEN  | Vímara Pérez; Peres, Vímara                                   |
| KURZBESCHREIBUNG | galicischer Kriegsherr von vornehmer visigotischer Abstammung |
| GEBURTSDATUM     | um 820                                                        |
| STERBEDATUM      | 873                                                           |